# Saint-Martin-l'Heureux
Saint-Martin-l'Heureux is een gemeente in het Franse departement Marne (regio Grand Est) en telt 72 inwoners (2009). De plaats maakt deel uit van het arrondissement Reims.

## Geografie
De oppervlakte van Saint-Martin-l'Heureux bedraagt 13,0 km², de bevolkingsdichtheid is dus 5,5 inwoners per km².
De onderstaande kaart toont de ligging van Saint-Martin-l'Heureux met de belangrijkste infrastructuur en aangrenzende gemeenten.

## Demografie
Onderstaande figuur toont het verloop van het inwonertal (bron: INSEE-tellingen).